# كاي ألدن
كاي ألدن (بالإنجليزية: Kay Alden)‏ هي كاتبة سيناريو أمريكية، ولدت في 24 أكتوبر 1946 في هتشنسون في الولايات المتحدة.

## وصلات خارجية
- كاي ألدن على موقع IMDb (الإنجليزية)
- كاي ألدن على موقع قاعدة بيانات الفيلم (الإنجليزية)